# Traianos Dellas
Traianos Dellas (řecky Τραϊανός Δέλλας; * 31. ledna 1976, Soluň) je řecký fotbalový trenér a bývalý fotbalista a reprezentant. Hrál na pozici středního obránce (stopera) a také specializovaného obránce (libera).
Je autorem jediného stříbrného gólu v dějinách Mistrovství Evropy, na ME 2004 rozvlnil hlavičkou v první části prodloužení (105+1. minuta) síť za českým brankářem Petrem Čechem a rozhodl tak o postupu Řecka do finále na úkor ČR. Byl to jeho jediný gól v řeckém národním týmu. S řeckou reprezentací nakonec tento šampionát vyhrál.

## Klubová kariéra
Část jeho kariéry je spjatá s řeckým klubem AEK Athény, v němž působil ve třech etapách (1999–2001, 2005–2008 a 2010–2012). V tomto klubu také zakončil v červnu 2012 aktivní hráčskou kariéru a stal se zde posléze trenérem.

## Reprezentační kariéra
V A-mužstvu Řecka debutoval 25. dubna 2001 v přátelském utkání proti domácímu týmu Chorvatska, kde nastoupil na hřiště v 75. minutě (remíza 2:2).
Účast Traianose Dellase na vrcholových turnajích:
- Mistrovství Evropy 2004 v Portugalsku - zlatá medaile
- Mistrovství Evropy 2008 v Rakousku a Švýcarsku

### Reprezentační góly
Góly Traianose Dellase za A-mužstvo Řecka
| Gól | Datum      | Stadion                               | Soupeř | Skóre | Výsledek | Soutěž  | Poznámka     |
| --- | ---------- | ------------------------------------- | ------ | ----- | -------- | ------- | ------------ |
| 010 | 1. 7. 2004 | Estádio do Dragão, Porto, Portugalsko | Česko  | 01:0  | 1:0 PP   | ME 2004 | stříbrný gól |

## Trenérská kariéra
Po ukončení aktivní hráčské kariéry se v. dubnu 2013 stal hlavním trenérem AEK Athény, kde nahradil ve funkci německého kouče Ewalda Lienena. Jeho asistenty byli jmenováni Akis Zikos a Vasilis Borbokis.